# 린산군
린산군(麟山郡, 표준어: 인산군)은 황해북도에 위치한 군이다. 

## 지리
동쪽으로는 평산군, 서쪽으로는 은파군과 황해남도 신원군, 남쪽으로는 봉천군, 청단군, 북쪽으로는 서흥군, 봉산군에 접한다.

## 역사
1952년 행정구역 개편으로 평산군과 서흥군 일부지역을 분리해 신설된 군이다.

## 행정구역
린산군은 1읍과 19리로 구성되어 있다.
- 린산읍 (麟山邑)
- 기린리 (麒麟里)
- 다전리 (多田里)
- 대촌리 (大村里)
- 대풍리 (大豊里)
- 동사리 (東絲里)
- 냉정리 (冷井里)
- 련풍리 (輦豊里)
- 룡석리 (龍石里)
- 백천리 (白川里)
- 상월리 (上月里)
- 상하리 (上下里)
- 석교리 (石橋里)
- 석련리 (石蓮里)
- 수현리 (水峴里)
- 안창리 (安昌里)
- 주암리 (舟岩里)
- 지택리 (池澤里)
- 진천리 (眞川里)
- 평화리 (平和里)

## 교통
철도는 지나지 않으며, 주변지역을 지나는 도로가 나 있다.